# Hobbyförlaget
Hobbyförlaget var ett postorderföretag som var verksamt i Borås från 1940-talet. Den sista katalogen kom troligen ut våren 1971. Firman koncentrerade sig på postorderförsäljning av hobbysaker för främst ungdomar
. Från katalogen kunde man beställa ritningar (bland annat på Fantom (cykelbil)),  byggsatser av olika slag, harpungevär, reservdelar till mopeder, klackringar m.m. Många fick sitt radiointresse genom de radiobyggsatser, till exempel "IKE-serien"  som kunde byggas "nästan helt utan verktyg" och det militära överskottsmateriel från huvudsakligen andra världskriget som såldes av företaget. Firmanamnet "Hobbyförlaget i Borås" existerar än idag men nu som bifima till Ellos.